# Vương quốc Hồi giáo Mamluk (Cairo)
Vương quốc Hồi giáo Mamluk‎‎ (‎‎tiếng Ả Rập‎‎: ‎‎سلطنة اامماليك‎‎, ‎‎được la mã hóa‎‎: ‎‎Salṭanat al-Mamālīk‎‎) là một quốc gia cai trị ‎‎Ai Cập‎‎, ‎‎Levant‎‎ và ‎‎Hejaz‎‎ (phía tây ‎‎Ả Rập‎‎) vào giữa thế kỷ 13-đầu thế kỷ 16. Nó được cai trị bởi một đẳng cấp quân sự của ‎‎mamluks‎‎ (những người lính nô lệ được trang bị manumitted) ở đầu trong số đó là ‎‎sultan‎‎. Các ‎‎ ‎‎caliph Abbasid là những‎‎ người có chủ quyền danh nghĩa. Vương quốc Hồi giáo được thành lập với việc lật đổ ‎‎triều đại Ayyubid‎‎ ở Ai Cập vào năm 1250 và bị Đế chế Ottoman ‎‎chinh phục‎‎ vào năm 1517. Lịch sử Mamluk thường được chia thành thời kỳ ‎‎Turkic‎‎ hoặc ‎‎Bahri‎‎ (1250-1382) và thời kỳ ‎‎Circassian‎‎ hoặc ‎‎Burji‎‎ (1382-1517), được gọi theo dân tộc hoặc quân đoàn chiếm ưu thế của người Mamluk cầm quyền trong các thời đại tương ứng này.
‎Những người cai trị đầu tiên của vương quốc hồi giáo được ca ngợi từ các trung đoàn mamluk của sultan Ayyubid ‎‎as-Salih Ayyub‎‎ (‎‎r.‎‎ 1240-1249‎‎), chiếm đoạt quyền lực từ người kế nhiệm ông vào năm 1250. Người Mamluk dưới thời Sultan ‎‎Qutuz‎‎ và ‎‎Baybars‎‎ ‎‎đã đánh bại‎‎ người ‎‎Mông Cổ‎‎ vào năm 1260, ngăn chặn sự mở rộng về phía nam của họ. Sau đó, họ chinh phục hoặc giành được quyền lực đối với các công quốc Syria của Ayyubids. Vào cuối thế kỷ 13, thông qua những nỗ lực của các sultan Baybars, ‎‎Qalawun‎‎ (‎‎r.‎‎ 1279-1290‎‎) và ‎‎al-Ashraf Khalil‎‎ (‎‎r.‎‎ 1290-1293‎‎), họ đã chinh phục ‎‎các quốc gia Thập tự chinh‎‎, mở rộng sang ‎‎Makuria‎‎ (‎‎Nubia‎‎), ‎‎Cyrenaica‎‎, Hejaz và miền nam ‎‎Anatolia‎‎. Vương quốc Hồi giáo sau đó đã trải qua một thời gian dài ổn định và thịnh vượng trong triều đại thứ ba của ‎‎al-Nasir Muhammad‎‎ (‎‎r.‎‎ 1293-1294‎‎), trước khi nhường chỗ cho cuộc xung đột nội bộ đặc trưng cho sự kế vị của các con trai ông, khi quyền lực thực sự được nắm giữ bởi các tiểu vương cao cấp. ‎
‎Một tiểu vương như vậy, ‎‎Barquq‎‎, đã lật đổ sultan vào năm 1390, khánh thành quy tắc Burji. Chính quyền Mamluk trên khắp đế chế bị xói mòn dưới thời những người kế nhiệm ông do các cuộc xâm lược của nước ngoài, các cuộc nổi loạn của bộ lạc và thiên tai, và nhà nước bước vào một thời gian dài gặp khó khăn về tài chính. Dưới thời Sultan ‎‎Barsbay‎‎, những nỗ lực lớn đã được thực hiện để bổ sung kho bạc, đặc biệt là độc quyền thương mại với châu Âu và các cuộc thám hiểm thuế vào vùng nông thôn.‎